# Obereinöden
Obereinöden (mundartlich: Obruiedə) ist ein Gemeindeteil der Marktgemeinde Weitnau im bayerisch-schwäbischen Landkreis Oberallgäu.

## Geographie
Die Einöde liegt circa fünf Kilometer nordöstlich des Hauptorts Weitnau. Nördlich der Ortschaft fließt die Wengener Argen.

## Ortsname
Der der Ortsname beschreibt eine oberhalb gelegene Einöde.

## Geschichte
Obereinöden wurde erstmals urkundlich im Jahr 1875 als Obereinöde I und Obereinöde II erwähnt. Die Ortschaft entstand, wie das drei Kilometer entfernte Untereinöden, aus der Vereinödung von Wengen. Der Ort gehörte bis 1972 der Gemeinde Wengen an, die durch die bayerische Gebietsreform in der Gemeinde Weitnau aufging.